# 틸릿
틸릿(1995년 1월 10일 ~ )은 대한민국의 작곡가, DJ다. 2020년 노래 'Scream'으로 데뷔했다.

## 방송
- WET! (2023)

## 음반
- 춤추는 사람들 (2020)
- 춤추는 사람들 Vol.2 (2020)
- 춤추는 사람들 Vol.3 (2020)
- No Fake (2020)
- Gig Gig Gig (2021)
- 춤추는 사람들 Vol.4 (2021)
- our groove (2023)
- SMLE FRIENDS (2023)

## 공연
- HYUNDAI CARD UNDERSTAGE (2017)
- WORLD DJ FESTIVAL (2018-2019)
- IT'S MILLER TIME COUNT DOWN FESTIVAL (2018)
- DDP CLASS BLUE COUNT DOWN FESTIVAL (2019)
- BLOCK PARTY (2022)
- 워터밤 대구 (2022)